# Nchumba
 Nchumba (ou Nchemba, Chumba, Chemba, Nchanda) est une localité du Cameroun située dans le département du Manyu et la Région du Sud-Ouest, à proximité de la frontière avec le Nigeria. Elle fait partie de la commune d'Akwaya et du canton de Mbolu.

## Population
La localité comptait 80 habitants en 1953, puis 61 en 1967, des Manta.
Lors du recensement de 2005, on y a dénombré 95 personnes.